# Jorge Enrique Abello
Jorge Enrique Abello Moreno (Bogotà, 28 febbraio 1968) è un attore e regista colombiano.
Ultimo di quattro fratelli, ha esordito nel mondo dello spettacolo a teatro con Miringa, Mironga, la gata candonga. Successivamente, dalla metà degli anni novanta, diventa protagonista di numerose telenovele tra cui la più famosa, Betty la fea, nella quale ha un ruolo da co-protagonista. Ha anche lavorato in altre discipline come il doppiaggio, la regia ma anche come conduttore di premi televisivi.

## Vita privata
Nel 1998 si sposa con Marcela Salazar Jaramillo, nel 2002 nasce la loro unica figlia Candelaria. I due divorziano nel 2006. Nel 2016 Abello si sposa con María Isabel Gutiérrez sua attuale moglie, nel 2018 diventano genitori di un bambino chiamato Antonio.

## Carriera

### Telenovelas
- La viuda de blanco (1996)
- La mujer en el espejo (1997)
- Perro amor (1998)
- Betty la fea (Yo soy Betty, la fea) (1999-2001)
- Ecomoda (2001-2002)
- La costeña y el cachaco (2002)
- ¡Anita, no te rajes! (2004)
- Merlina, mujer divina (2005)
- Llama del fijo amor (2006)
- Los reyes (2006)
- En los tacones de Eva (2006)
- A corazón abierto (2010-2011)
- Los Graduados (2013)
- Sinú, río de pasiones (2016)
- Le leggi del cuore (2016)
- La Nocturna (2017- 1. stagione)
- Betty en NY (2019)
- La Nocturna (2020 - 2. stagione)
- Ana de nadie (2023)
- Betty la fea - La storia continua (Betty, la fea: la historia continúa) (2024)

### Serie televisive
- Espérame al final (1992)
- Caballos de fuego (1994)
- Las ejecutivas (1995)
- Tentaciones (1996)
- Un mundo para Julius (1998)
- Lotería (2005)
- Decisiones (2005)
- Aquí no hay quien viva (2008)
- iCarly - serie TV, episodio 1x23 (2008)
- ¿Donde està Elisa? (2012)
- La Ley del corazón (2017)
- Operacion pacifico (2020)

### Teatro
- Amleto (2005)
- El Principito (2007)
- Tu ternura Molotov (2008)
- Betty la fea (2017/2018)
- Tan Galàn (2018/2019)

### Cinema
- Crimen con vista al mar (2013)